# Raionul Icinea, Cernihiv
Icinea (în ucraineană Ічнянський район, transliterat: Icineanskîi raion) este un raion în regiunea Cernigău, Ucraina. Reședința sa este orașul Icinea.

## Demografie
Componența lingvistică a raionului Icinea
     Ucraineană (97,83%)
     Rusă (2%)
     Alte limbi (0,11%)
Conform recensământului din 2001, majoritatea populației raionului Icinea era vorbitoare de ucraineană (97,83%), existând în minoritate și vorbitori de rusă (2%).